# Friedrich Hollaender
Friedrich Hollaender, in esilio anche noto come Frederick Hollander (Londra, 18 ottobre 1896 – Monaco di Baviera, 18 gennaio 1976), è stato un compositore tedesco.

## Biografia

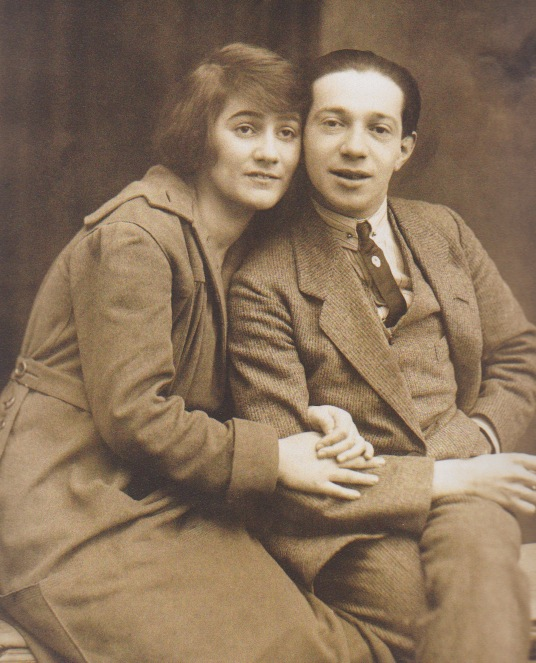
Hollaender con la prima moglie Blandine Ebinger negli anni venti

Nato a Londra dove lavorava il padre, si è trasferito a Berlino nel 1899 con la sua famiglia. Finiti gli studi inizia a lavorare come compositore per le produzioni di Max Reinhardt e viene coinvolto nella scena del Kabarett berlinese. Suo è il testo originale della canzone Falling in Love Again (Can't Help It) (titolo originale in lingua tedesca: Ich bin von Kopf bis Fuß auf Liebe eingestellt), interpretata da Marlene Dietrich nel film L'angelo azzurro (1930).
Lascia la Germania nazista nel 1933 a causa delle sue origine ebree, prima muovendosi a Parigi e poi negli Stati Uniti. Qui ha partecipato alla realizzazione di numerose colonne sonore cinematografiche, come quelle per Partita d'azzardo (1939), Scandalo internazionale (1948), Le 5000 dita del Dr. T (1953) e Sabrina (1954).
Ha ricevuto due volte la candidatura all'Oscar alla migliore canzone: nel 1938 per Whispers in the Dark (musica di Frederick Hollander, testo di Leo Robin) per il film Artisti e modelle e nel 1949 per This Is the Moment (musica di Frederick Hollander, testo di Leo Robin) per il film La signora in ermellino. Nel 1943 ha ricevuto la candidatura all'Oscar alla migliore colonna sonora in un film drammatico/commedia (con Morris Stoloff) per il film Un evaso ha bussato alla porta. Inoltre nel 1954 ha ricevuto la candidatura all'Oscar alla migliore colonna sonora in un film musicale (con Morris Stoloff) per la colonna sonora del film Le 5000 dita del Dr. T.
Nel 1956 è tornato in Germania per lavorare al teatro Die Kleine Freiheit di Monaco di Baviera. Fa un cameo (non accreditato) nel film Uno, due, tre! (1960). È deceduto nel 1976 a Monaco di Baviera.

### Vita privata
Dal 1919 al 1926 è stato sposato con l'attrice Blandine Ebinger. In seguito è stato sposato con l'artista Leza Lidow.